# Aleksiej Iwanow (piłkarz ur. 1981)
Aleksiej Władimirowicz Iwanow, ros. Алексей Владимирович Иванов (ur. 1 września 1981 w Saratowie, Rosyjska FSRR) – rosyjski piłkarz, grający na pozycji prawego pomocnika.

## Kariera piłkarska

### Kariera klubowa
Wychowanek SDJuSzOR Sokoł w Saratowie. W 1999 rozpoczął karierę piłkarską w miejscowym klubie Sokoł Saratów. Potem występował w klubach FK Bałakowo, Salut Saratow, Fakieł Woroneż, FK Chimki, Łucz-Eniergija Władywostok i Saturn Ramienskoje. W lutym 2011 został piłkarzem Anży Machaczkała. W 2012 roku odszedł do Mordowiji Sarańsk.

## Sukcesy i odznaczenia

### Sukcesy klubowe
- mistrz Rosyjskiej Pierwszej Ligi: 2000, 2005

### Sukcesy indywidualne
- wybrany do listy 33 najlepszych piłkarzy roku w Rosji: Nr 3 (2007)